# Neublans-Abergement
Neublans-Abergement ist eine Gemeinde im Département Jura in Frankreich. Sie grenzt im Westen an das Département Saône-et-Loire; im Norden bildet der Doubs teilweise die Gemeindegrenze. 
2010 wurde der Verein SENA (Sauvegardons l’Eglise de Neublans-Abergement) gegründet, um die Dorfkirche Saint-Étienne aus dem 15. Jahrhundert zu retten.
Neublans-Abergement ist Mitglied der Communauté de communes de la Plaine Jurassienne.

## Bevölkerungsentwicklung

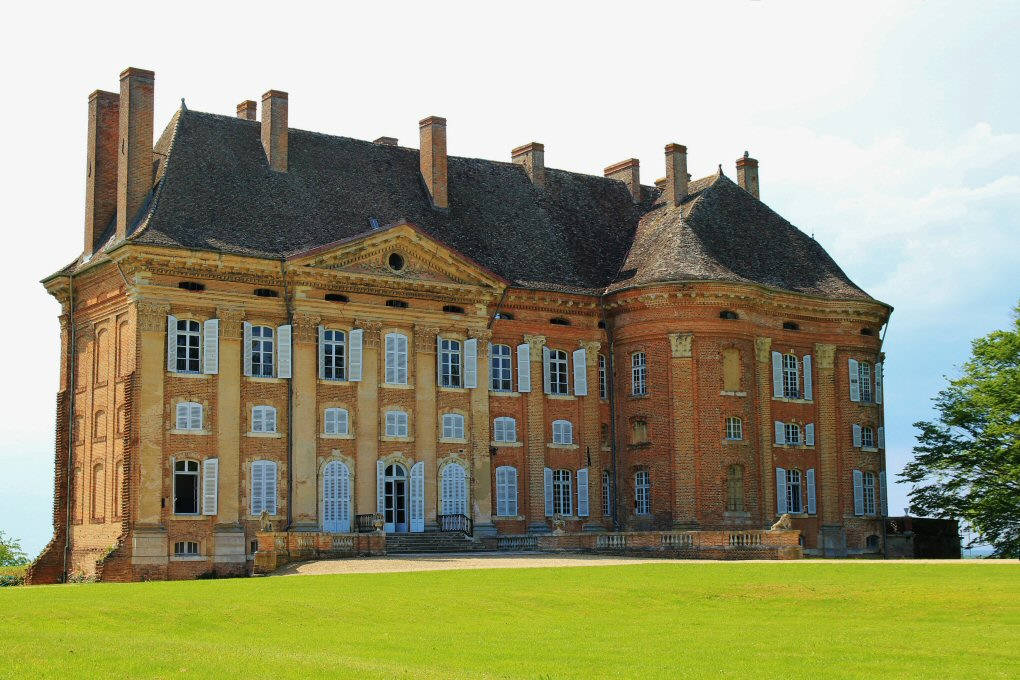
Château de Neublans

| Jahr                       | 1962 | 1968 | 1975 | 1982 | 1990 | 1999 | 2008 | 2018 |
| Einwohner                  | 493  | 499  | 430  | 383  | 362  | 389  | 480  | 543  |
| Quellen: Cassini und INSEE |      |      |      |      |      |      |      |      |